# فورشت (بادن)
فورشت (به آلمانی: Forst) یک شهر در آلمان است که در Karlsruhe واقع شده‌است. فورشت ۷٬۵۴۹ نفر جمعیت دارد.